# Ruskov
Ruskov est un village de Slovaquie situé dans la région de Košice.

## Histoire
La première mention écrite du village date de 1303.
La localité a été annexée par la Hongrie après le premier arbitrage de Vienne le 2 novembre 1938. En 1938, on comptait 1009 habitants dont 8 d’origines juives. Elle faisait partie du district de Füzér-Gönc (hongrois : Füzér-gönci járás). Durant la période 1938 -1945, le nom hongrois Regeteruszka était d'usage. À la libération, la commune a été réintégrée dans la Tchécoslovaquie reconstituée.

## Démographie

### Évolution de la population
| Année:               | 1994. | 2004.   | 2014.   | 2024.    |
| -------------------- | ----- | ------- | ------- | -------- |
| Nombre de personnes: | 1326  | 1328    | 1450    | 1778     |
| Différence:          |       | +0,15 % | +9,18 % | +22,62 % |

| Année:               | 2023. | 2024.   |
| -------------------- | ----- | ------- |
| Nombre de personnes: | 1742  | 1778    |
| Différence:          |       | +2,06 % |

## Transport
Le village possède une gare sur la ligne de chemin de fer 190 entre Košice et Čierna nad Tisou.